# Rākṣasa

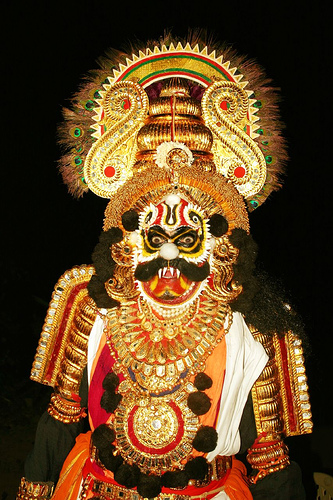
Rākṣasa nello yakṣagāna, arte popolare del Karnāṭaka.

I rākṣasa sono, nelle religioni induista e buddhista, degli spiriti disturbatori e malefici che avviano le loro attività demoniache in particolar modo la notte.
Si legge ad esempio nel Manusmṛti:
saṃdhyayor ubhayoś caiva sūrye caivācirodite»
(Manusmṛti, III, 280; traduzione di Federico Squarcini e Daniele Cuneo. Torino, Einaudi, 2010, p. 75)

## Induismo
Secondo il Rāmāyaṇa furono creati dai piedi di Brahmā, ma alcune tradizioni popolari attribuiscono la loro nascita a Pulastya, Khasa o Nirriti. Molti Rakshasa, nella precedente incarnazione, erano esseri umani particolarmente crudeli. Sono noti per la loro abitudine nel rovinare cerimonie sacre, dissacrare tombe, molestare sacerdoti, possedere esseri umani: le loro unghie sono velenose, si nutrono di carne umana e di tutto ciò che è marcio. Hanno l'abilità di cambiare aspetto, fare magie, e spesso assumono la forma di esseri umani, di cani, e di grandi uccelli. Sempre nel Ramayana, quando Hanuman visita il loro villaggio nell'isola di Lanka, osserva che i demoni si presentano sotto ogni aspetto immaginabile. Una delle loro tipiche raffigurazioni li descrive come esseri spaventosi, giallastri, con denti granitici, capelli arruffati, cinque piedi e grandi ventri.
Altri Rakshasa sono spesso raffigurati come esseri feroci, brutti, giganti, neri come la fuliggine, con due zanne situate nella parte superiore della bocca sporgenti verso il basso, con unghie affilate simili ad artigli, ringhianti come bestie. Sono anche descritti come cannibali con una fame insaziabile, in grado di captare a distanza l'odore degli animali, degli uomini o della carne putrefatta. Alcuni di quelli più feroci sono descritti aventi occhi rossi e capelli fiammeggianti, mentre bevono sangue con le palme delle mani o da un teschio umano. In generale, secondo queste l'iconografia vedica, hanno il potere di volare, di svanire e anche mutare le loro dimensioni. Possono anche assumere a loro piacimento la forma di qualsiasi animale, di qualsiasi essere umano, o di altra cosa.
Re di Rakshasa era il grande demone dalle dieci teste Rāvaṇa, nemico di Rāma. Suo fratello minore Vibhishana era considerato uno dei pochi Rakshasa buoni; fu infatti esiliato dal re suo fratello, che ne deprecava il comportamento. Vibhishana si alleò successivamente con Rāma e divenne re di Lanka. Tra gli altri Rakshasa famosi citiamo il dio guardiano Nairitya, associato al sud-ovest. Il termine ha un'etimologia in comune con rakṣa, che significa "protettore".
I Rakshasa sono una famiglia che comprende diverse razze di demoni che si cibano di carne umana. Alcune razze (come i vampiri) non possono esporsi alla luce solare perché le parti anatomiche che li compongono ne verrebbero disintegrate in pochi secondi, ma la maggior parte di loro, tra cui (orchi e streghe) non possiedono questo limite. I Rakshasa, a differenza dei diavoli, sono creature del caos, portate alla guerra, al furto, alla devastazione per il puro piacere che ne traggono. Sono molto esperti nell'arte dell'uccidere e del torturare. Le Rakshasi, sono tutte ninfe e prima di divorare la vittima ignara ci si accoppiano. Rakshasa e Diavoli pur appartenendo entrambi al regno delle tenebre, si odiano profondamente per il diverso approccio che hanno con il modo di vivere.

### I Rakshasa nei poemi epici hindu
Nel mondo del Rāmāyaṇa e del Mahābhārata i Rakshasa sono considerati come una razza umanoide dotata di poteri soprannaturali. Nelle guerre Vediche erano schierati su entrambi i fronti, chi per il bene, chi per il male, e, come guerrieri combatterono a fianco degli eserciti di entrambe le parti. Erano guerrieri valorosi, maghi, esperti illusionisti, e mutaforma, ma non è chiaro se l'epica indù si riferisse ad una effettiva mutazione fisica o metaforica. Come illusionisti erano in grado di creare apparizioni, reali per le loro vittime.
Nonostante l'epica vedica citi, senza nomi, la loro presenza nei ranghi militari, si raccontano le storie di alcuni dei loro membri, storie salite alla ribalta quasi tutte aventi come protagonista un eroe negativo.

### I Rakshasa nel Ramayana
Si racconta di una battaglia, avvenuta a Lanka, fra un esercito di Rakshasa al comando di Rāvaṇa, contro un esercito di Vanaras o scimmie al comando di Rāma e Sugriva.
- Ravana, re dei Rakshasa dalle 10 teste, era il nemico mortale di Rāma, eroe del Rāmāyaṇa. Nel Mahabarata,[3], il Saggio Markandeya racconta la storia di come Ravana aveva rapito Sītā, la moglie di Rama, del suo viaggio verso la roccaforte di Lanka, e di come Rama, aiutato dal re delle scimmie Surgriva e dal suo esercito di scimmie, assediarono Lanka, uccisero Ravana e liberarono Sita.
- Vibhishana era il fratello minore di Rāvaṇa. Tra i Rakshana rappresentava una vera e propria anomalia, in quanto era di buon cuore, bello, pio e assiduo nelle osservanze religiose. Quando Brahmā gli concesse un favore, Vibishana gli chiese di poter mai deviare dal sentiero della rettitudine e di essere illuminato dalla conoscenza divina[4]. Vibhishana si alleò con Rāma nella sua campagna contro il fratello Ravana, e aiutò l'esercito di Rama ad attraversare l'oceano tra l'India e Lanka[5]. Quando Rakshasa invisibili, si infiltrarono nel campo di Rama, Vibhishana li smascherò rendendoli visibili, consentendo ai soldati di Rama di ucciderli[6]. Dopo la vittoria finale di Rama su Ravana, il leale Vibhishana fu incoronato re di Lanka[7].
- Kumbhakarna era l'altro fratello di Ravana. Era un temibile guerriero, maestro dell'illusione, ma per gran parte della battaglia di Lanka dormì a causa di un dono chiesto e ricevuto da parte di Brahmā: un lungo sonno, ma si alzò, e scese in campo quando Ravana lo svegliò con notizie allarmanti circa le sorti del conflitto. Una volta fuori città, venne immediatamente circondato dalle scimmie di Rama che lo distrassero e lo fecero ridere, seminando panico e confusione fra le sue truppe. Quando il re delle scimmie Sugriva lo attaccò, Kumbhakarna riuscì ad afferrarlo trascinandolo via. A quel punto Rāma e suo fratello Lakshmana lanciarorno sui Rakshasa un'arma segreta chiamata brahmastra ("arma di Brahma") uccidendo Kumbhakarna, così come un fulmine colpisce un albero e lo spezza in due.[8]

Nel Ramayana appaiono altri Rakshasa: Kabandha, Tataka, Surpanakha, Maricha, Subahu, Khara, Indrajit, Prahasta, Akshayakumara e Atikaya.

### Rakshasa nel Mahabharata
L'eroe Pandava Bhima rappresentava la nemesi della
foresta-dimora nella quale viveva il Rakshasa che cenava con i corpi dei viaggiatori, terrorizzando gli insediamenti umani.
- Hidimba era un Rakshasa cannibale ucciso da Bhima. Il Mahābhārata[9] lo descrive come un cannibale crudele con denti lunghi ed affilati e dotato di una forza prodigiosa. Quando Hidimba vide le Pandava che dormivano nella sua foresta, decise di cibarsene. Fece l'errore di inviare sua sorella Hidimbi a esplorare l'insediamento, ma la fanciulla si innamorò del bel Bhima, il quale fu avvertito del pericolo. Infuriato, Hidimba si dichiarò pronto a uccidere non solo il Pandava, ma anche sua sorella, ma venne ostacolato dall'eroismo di Bhima, che sconfisse uccidendolo in un duello.

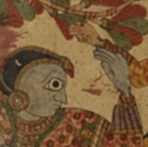
Hidimbi - La sorella di Hidimba

- Ghatotkacha, era il figlio di Bhima e di Hidimbi. Il suo nome si riferisce alla sua testa rotonda calva, formato dalle parole : ghata il cui significato è vaso e la parola utkacha, testa in sanscrito, ossia testa a forma di vaso. Durante l'infanzia Ghatotkacha, visse con sua madre Hidimbi, quando un giorno ebbe un litigio con Abhimanyu, suo cugino, senza sapere che era il figlio di Arjuna. Ghatotkacha era considerata una figura umile e leale. Sia lui che chi i suoi seguaci erano in qualsiasi momento a completa disposizione di suo padre Bhima. Come suo padre, Ghatotkacha combatteva principalmente con la mazza. Sua moglie si chiamava Ahilawati e suo figlio Barbarika.

Nel Mahabharata, Ghatotkacha venne invitato da Bhima a combattere dalla parte dei Pandava nella battaglia di Kurukshetra. Invocando i suoi poteri magici, contribuì notevolmente alla disfatta dell'esercito dei Kaurava, in particolare durante la notte e dopo la morte di Jayadratha, quando i suoi poteri erano maggiori.
Quasi al termine della battaglia, il capo dei Kaurava Duryodhana, poco prima della disfatta, fece appello al suo miglior combattente, Karna, ordinandogli di uccidere Ghatotkacha. Karna possedeva una arma divina, chiamata Shakti e concessa dal dio Indra. Poteva essere utilizzato una sola volta, e Karna l'aveva tenuta in serbo per utilizzarla contro il miglior combattente dei Pandava, Arjuna il suo più acerrimo nemico.
Impossibilitato a rifiutare la richiesta di Duryodhana, Karna uccise Ghatotkacha usando la Shakti. Questo venne considerato il punto di svolta della guerra. Dopo la sua morte, infatti, il consigliere dei Pandava Krishna, sorrise considerando che la guerra di fatto venne vinta dai Pandava in quanto Karna non possedeva più quell'arma divina che avrebbe potuto utilizzare nella lotta contro Arjuna.
A Manali vi è un tempio chiamato Himachal Pradesh costruito per onorare Ghatotkacha. Questo tempio si trova vicino ad un altro tempio, l'Hidimba Devi.
- Kamsa era fratello di Devaki. Kamsa era un rakshasa così crudele che uccise i figli di sua sorella, perché pensava che in futuro sarebbe morto a causa di uno di essi. Vasudeva, marito di Devaki venuto a conoscenza del complotto, fu in grado di salvare solo uno dei suoi figli, Krishna.
- Bakasura era un cannibale che viveva nella foresta-dimora, uno dei diversi Rakshasa che terrorizza gli uomini, costringendoli a turno a offrirgli regolari consegne di prodotti alimentari, comprese vite umane. Sfortunatamente per Bakasura, Bhima, il Pandava, era in viaggio nella zona venendo ospitato da un bramino locale dal quale era giunto per una commissione. Nel momento in cui il bramino e la sua famiglia stavano discutendo chi fra di loro avrebbe dovuto sacrificarsi per Bakasura, il robusto Bhima si offrì di occuparsi della questione. Andò nella foresta a consegnare il cibo, ma si prese l'iniziativa di mangiarlo lungo la strada al fine di provocare il Rakhasa. Lo impegnò così in una lotta feroce, che si concluse con la vittoria di Bhima nel momento in cui gli ruppe la schiena. La gente del paese era stupita e grata al Pandava. Così i Rakshasa locali invocarono a Bhima la sua pietà, che gliela concesse, a condizione che rinunciassero al cannibalismo. Questi accettarono la proposta, facendo ben presto acquisire a Bhima la reputazione di essere benevolo verso gli esseri umani.[10]
- Kirmira è il fratello di Bakasura, cannibale e maestro illusionista. Il suo luogo di caccia era il bosco di Kamyaka dove si cibava principalmente dei esseri umani. Come prima di lui suo fratello, Kirmira commise l'errore fatale di combattere Bhima, l'eroe Pandava, che lo uccise con le sue stesse mani[11].
- Jatasura fu un astuto Rakshasa, che, travestito da bramino, tentò di rubare le armi del Pandava e di rapire la moglie di Bhima, Draupadi. Bhima giunse appena in tempo per intervenire, uccidendo Jatasura in un duello.[12]. Il figlio Jatasura si chiamava Alamvusha, entrambi combatterono a Kurukshetra, dalla parte dei Kaurava.

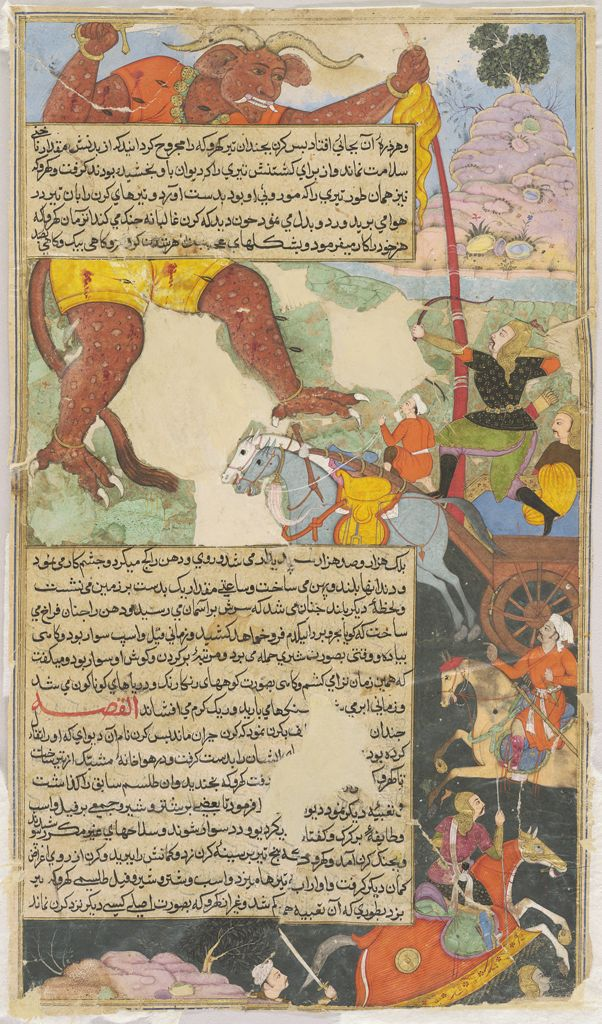
Karna Attacca Ghatotkacha

Eroi Rakshasa combattono su entrambi i fronti durante la battaglia di Kurukshetra.
- L'eroe Ghatotkacha, combatteva dalla parte dei Pandava: figlio di Bhima e della donna Rakshasa, Hidimbi, sorella di un Rakshasa ucciso dallo stesso Bhima. Dopo molti duelli, combattimenti ed imprese eroiche contro numerosi altri grandi guerrieri (tra cui il Rakshasa Alamvusha, l'elefante condotto dal re Bhagadatta e Aswatthaman, il figlio di Drona), Ghatotkacha fu egli stesso ucciso dall'eroe umano Karna. Per sconfiggere Ghatotkacha, Karna si trovò costretto a usare un'arma segreta, utilizzabile solo una volta, che aveva riservato per sconfiggere il suo acerrimo rivale Arjuna. Fu grazie all'aver precedentemente utilizzato quest'arma segreta che Karna venne sconfitto da Arjuna.[13]
- Alamvusha era un Rakshasa abile nel combattere sia con armi convenzionali che i poteri magici. Secondo il Mahabharata ha combattuto dalla parte dei Kaurava. Sia Arjuna che Abhimanyu lo sconfissero in un duello[14][15] Tuttavia, Alamvusha fu in grado di uccidere Iravan, un figlio di Arjuna, avuto da una Nāga, la principessa Ulupi, assumendo con la magia la forma di Garuḍa. Alamvusha fu sconfitto anche da Bhima[16], ma venne poi ucciso dal Rakshasa Ghatotkacha[17]

## I Rakshasa nella tradizione buddhista

### Nella letteratura buddista Theravada
Nel Maha Samaya Sutta, un antagonista sconfitto di Buddha, il demone Mara conosciuto anche come Namuci o l'Oscuro è descritto come un Asura, il cui esercito era composto di "passioni sensuali, malcontento, fame, sete, brama, pigrizia, sonnolenza, terrore, incertezza, ipocrisia, caparbietà, guadagno, sacrificio, fama e status sociali indebitamente acquisiti, e da coloro che vogliono lodare se stessi e denigrare gli altri". Gli Asura cercavano di catturare i Deva per legarli.
Il Sutta Alavaka del Canone pāli descrive una storia in cui Buddha viene molestato da un Rakshasa, che lo obbliga ad andarsene per ritornare più e più volte. Il Buddha si rifiutò, a quel punto il Rakshasa lo minacciò se non fosse stato in grado di rispondere alle sue domande. Il resto della sutra si dipana attraverso la domanda del Rakshasa e la risposta del Buddha: alla fine la risposta del Buddha è tale che il demone diventa un suo seguace.. Uno dei dieci epiteti del Buddha è Sasta Deva Manusanam, o Maestro degli Dei e degli Uomini.

### I Rakshasa nella letteratura buddhista Mahayana
Qui Rāvaṇa è menzionato nel famoso Sutra buddista, Sutra Lankavatara, come omaggio al Buddha. Nel capitolo 26 del Sutra del Loto, è presente un dialogo tra il Buddha e un gruppo di figlie Rakshasa, che giurano di sostenere e proteggere il Sutra del Loto. Esse insegnano anche il magico dhāraṇī per proteggere anche i seguaci che sostengono il sutra. Nel testo Il nato nel Loto: la storia della vita di Padmasambhava, scritta da Yeshe Tsogyal, Padmasambhava riceve l'epiteto di Demone Rakshasa per stigmatizzare le sue sfuriate volte a sottomettere i buddisti eretici.

## Raffigurazioni artistiche e folcloristiche dei Rakshasa

### Raffigurazioni dei Rakshasa di Angkor in Cambogia

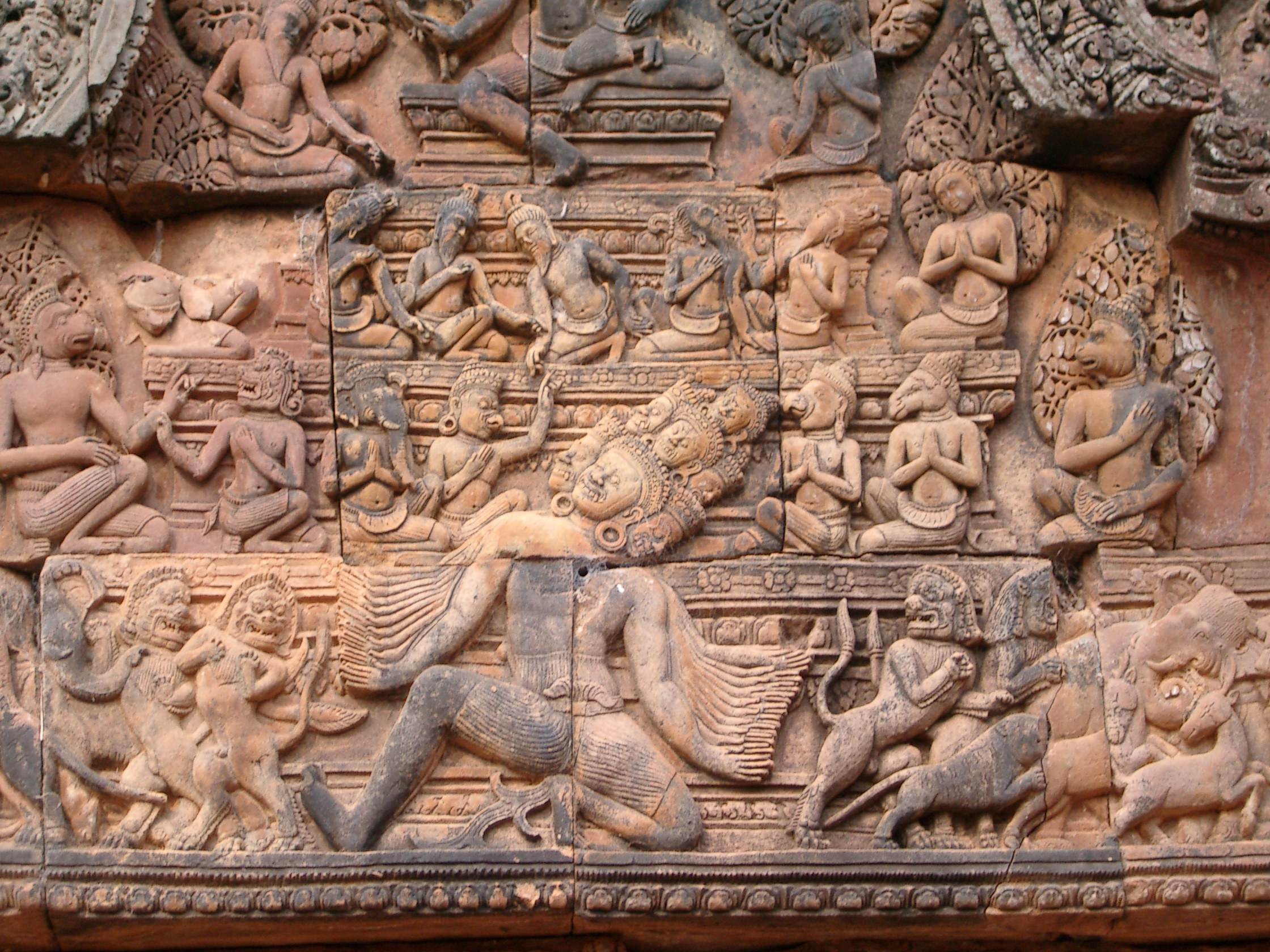
Un bassorilievo a Banteay Srei in Cambogia raffigura Rāvaṇa mentre scuote il Monte Kailasa, la residenza di Siva.

- Gli artisti di Angkor in Cambogia hanno spesso raffigurato Rāvaṇa con sculture in pietra e a bassorilievo.
  - Il "ponte Nāga" si trova all'ingresso della città risalente al XII secolo di Angkor Thom ed è fiancheggiata da statue in pietra di grandi dimensioni di Deva e Asura mentre partecipano alla zangolatura e al sollevamento della testa del serpente, fratello di Ravana. Le dieci teste di Rāvaṇa vengono visualizzate all'ancoraggio della linea di Asura.[23]
  - Analoga figura si può trovare in un bassorilievo del XII secolo situato nel tempio di Angkor Wat.